# John McKinlay
John Dickinson McKinlay, född 20 januari 1932 i Detroit i Michigan, död 14 januari 2013 i Bloomfield Hills i Michigan, var en amerikansk roddare.
McKinlay blev olympisk silvermedaljör i fyra utan styrman vid sommarspelen 1956 i Melbourne.